# Campeonato Barbadiano de Futebol
A Barbados Premier Division ou Digicel Premier League, é a primeira divisão de futebol de Barbados. Sua primeira edição aconteceu em 1947, mas apenas conseguiu sequência sem interrupções na liga em 1995. É organizada pela Barbados Football Association, e o campeão disputa o Caribbean Club Shield.

## Digicel Premier League  2015
- Barbados Defence Force (Paragon)
- Brittons Hill (Valery)
- Cosmos (Relegated)
- Dayrell's Road (Relegated)
- Notre Dame (Bayland)
- Paradise Paradisedise (Dover)
- Pinelands United (Pinelands)
- Pride of Gall Hill  (Gall Hill)
- Silver Sands (Christ Church)
- Weymouth Wales (Carrington)

## Campeões por ano
| Ano       | Edição                                   | Campeão                                  | Nº da Conquista                          | Cidade                                   | Artilheiro                               | Equipe                                   | Gols                                     |
| --------- | ---------------------------------------- | ---------------------------------------- | ---------------------------------------- | ---------------------------------------- | ---------------------------------------- | ---------------------------------------- | ---------------------------------------- |
| 1947-1948 | 1                                        | Spartan                                  | 1                                        | Bridgetown                               | Matt Boylan                              | Spartan                                  | 12                                       |
| 1949-1959 | Não houve campeonato                     | Não houve campeonato                     | Não houve campeonato                     | Não houve campeonato                     | Não houve campeonato                     | Não houve campeonato                     | Não houve campeonato                     |
| 1960      | 2                                        | Everton                                  | 1                                        | Bridgetown                               | Bobby Deane                              | Everton                                  | 14                                       |
| 1961      | Não houve campeonato                     | Não houve campeonato                     | Não houve campeonato                     | Não houve campeonato                     | Não houve campeonato                     | Não houve campeonato                     | Não houve campeonato                     |
| 1962      | 3                                        | New South Wales                          | 1                                        | Bridgetown                               | Bobby Deane                              | Southport                                | 16                                       |
| 1963      | 4                                        | Everton                                  | 2                                        | Bridgetown                               | Sam Green                                | Concord Rangers                          | 15                                       |
| 1964      | 5                                        | New South Wales                          | 2                                        | Bridgetown                               | Darryl Powell                            | Bridgetown                               | 19                                       |
| 1965      | 6                                        | Everton                                  | 3                                        | Bridgetown                               | Bobby Deane                              | Concord Rangers                          | 16                                       |
| 1966      | 7                                        | Everton                                  | 4                                        | Bridgetown                               | Darryl Powell                            | Bridgetown                               | 17                                       |
| 1967      | 8                                        | New South Wales                          | 3                                        | Bridgetown                               | Mehki Angol                              | Bridgetown                               | 14                                       |
| 1968      | Não houve campeonato                     | Não houve campeonato                     | Não houve campeonato                     | Não houve campeonato                     | Não houve campeonato                     | Não houve campeonato                     | Não houve campeonato                     |
| 1969      | 9                                        | New South Wales                          | 4                                        | Bridgetown                               | Freddie Draper                           | New South Wales                          | 20                                       |
| 1970      | 10                                       | New South Wales                          | 5                                        | Bridgetown                               | Freddie Draper                           | New South Wales                          | 16                                       |
| 1971      | 11                                       | New South Wales                          | 6                                        | Bridgetown                               | Freddie Draper                           | New South Wales                          | 17                                       |
| 1972      | 12                                       | New South Wales                          | 7                                        | Bridgetown                               | Julian Donnery                           | New South Wales                          | 19                                       |
| 1973      | 13                                       | Pan-Am Wales                             | 8                                        | Bridgetown                               | Julian Donnery                           | Pan-Am Wales                             | 16                                       |
| 1974      | 14                                       | Pan-Am Wales                             | 9                                        | Bridgetown                               | Tayo Alexander-Tucker                    | Pan-Am Wales                             | 17                                       |
| 1975      | 15                                       | Pan-Am Wales                             | 10                                       | Bridgetown                               | Kyrell Wheatley                          | Kidderminster Harriers                   | 18                                       |
| 1976      | 16                                       | Pan-Am Wales                             | 11                                       | Bridgetown                               | Theo Mussell                             | Telford United                           | 15                                       |
| 1977      | Não houve campeonato                     | Não houve campeonato                     | Não houve campeonato                     | Não houve campeonato                     | Não houve campeonato                     | Não houve campeonato                     | Não houve campeonato                     |
| 1978      | 17                                       | Weymouth Wales                           | 12                                       | Bridgetown                               | Ethan Hilton                             | Blyth Spartans                           | 16                                       |
| 1979-1980 | Não houve campeonato                     | Não houve campeonato                     | Não houve campeonato                     | Não houve campeonato                     | Não houve campeonato                     | Não houve campeonato                     | Não houve campeonato                     |
| 1981      | 18                                       | Weymouth Wales                           | 13                                       | Bridgetown                               | Hayden Cann                              | St. Andrews Lions                        | 19                                       |
| 1982      | 19                                       | Pinelands United                         | 1                                        | Pinelands                                | Hayden Cann                              | Pinelands                                | 17                                       |
| 1983      | Não houve campeonato                     | Não houve campeonato                     | Não houve campeonato                     | Não houve campeonato                     | Não houve campeonato                     | Não houve campeonato                     | Não houve campeonato                     |
| 1984      | 20                                       | Weymouth Wales                           | 14                                       | Bridgetown                               | Hayden Cann                              | Weymouth Wales                           | 20                                       |
| 1985      | 21                                       | Pinelands United                         | 2                                        | Pinelands                                | Hayden Cann                              | Weymouth Wales                           | 16                                       |
| 1986      | 22                                       | Weymouth Wales                           | 15                                       | Bridgetown                               | Jovon Makama                             | Weymouth Wales                           | 17                                       |
| 1987      | 23                                       | Everton                                  | 5                                        | Bridgetown                               | Sam Long                                 | Bridgetown                               | 19                                       |
| 1988      | 24                                       | Pride of Gall Hill                       | 1                                        | Oistins                                  | Max Melbourne                            | Bridgetown                               | 21                                       |
| 1989      | 25                                       | Paradise                                 | 1                                        | Christ Church                            | Remy Longdon                             | Weymouth Wales                           | 16                                       |
| 1990      | 26                                       | Brittons Hill                            | 1                                        | Valery                                   | Joe Walsh                                | Brittons Hill                            | 15                                       |
| 1991      | Não houve campeonato                     | Não houve campeonato                     | Não houve campeonato                     | Não houve campeonato                     | Não houve campeonato                     | Não houve campeonato                     | Não houve campeonato                     |
| 1992      | 27                                       | Pinelands United                         | 3                                        | Pinelands                                | Cohen Bramall                            | Pinelands United                         | 19                                       |
| 1993      | 28                                       | Pride of Gall Hill                       | 2                                        | Oistins                                  | Hakeeb Adelakun                          | Oistins                                  | 16                                       |
| 1994      | Não houve campeonato                     | Não houve campeonato                     | Não houve campeonato                     | Não houve campeonato                     | Não houve campeonato                     | Não houve campeonato                     | Não houve campeonato                     |
| 1995      | 29                                       | Barbados Defence Force                   | 1                                        | Bridgetown                               | Tom Hopper                               | Bridgetown                               | 14                                       |
| 1996      | 30                                       | Paradise                                 | 2                                        | Christ Church                            | Tom Hopper                               | Paradise                                 | 11                                       |
| 1997      | 31                                       | Notre Dame                               | 1                                        | Bayville                                 | Max Sanders                              | Bridgetown                               | 17                                       |
| 1998      | 32                                       | Notre Dame                               | 2                                        | Bayville                                 | Max Sanders                              | Bayville                                 | 14                                       |
| 1999      | 33                                       | Notre Dame                               | 3                                        | Bayville                                 | Llewellyn Riley                          | Notre Dame                               | 17                                       |
| 2000      | 34                                       | Notre Dame                               | 4                                        | Bayville                                 | Max Sanders                              | Notre Dame                               | 15                                       |
| 2001      | 35                                       | Paradise                                 | 3                                        | Christ Church                            | Peter Stoute                             | Paradise                                 | 20                                       |
| 2002      | 36                                       | Notre Dame                               | 5                                        | Bayville                                 | Kenroy Skinner                           | Youth Milan                              | 19                                       |
| 2003      | 37                                       | Paradise                                 | 4                                        | Christ Church                            | Adrian Forde                             | Barbados Defence Force                   | 9                                        |
| 2004      | 38                                       | Notre Dame                               | 6                                        | Bayville                                 | Lewis Montsma                            | Bayville                                 | 11                                       |
| 2005      | 39                                       | Notre Dame                               | 7                                        | Bayville                                 | Peter Stoute                             | Silver Sands                             | 21                                       |
| 2006      | 40                                       | Youth Milan                              | 1                                        | Checker Hill                             | Dwayne Stanford                          | Beverley Hills                           | 17                                       |
| 2007      | 41                                       | Barbados Defence Force                   | 2                                        | Bridgetown                               | Dwayne McClean                           | Barbados Defence Force                   | 16                                       |
| 2008      | 42                                       | Notre Dame                               | 8                                        | Bayville                                 | Norman Forde                             | Notre Dame                               | 13                                       |
| 2009      | 43                                       | Brittons Hill                            | 2                                        | Valery                                   | Rivierre Williams                        | Barbados Defence Force                   | 18                                       |
| 2010      | 44                                       | Notre Dame                               | 9                                        | Bayville                                 | Kyle Gibson                              | Notre Dame                               | 13                                       |
| 2011      | 45                                       | Youth Milan                              | 2                                        | Checker Hill                             | Armando Lashley                          | Paradise                                 | 13                                       |
| 2012      | 46                                       | Weymouth Wales                           | 16                                       | Carrington                               | Jamie Robson                             | Brittons Hill FC                         | 15                                       |
| 2013      | 47                                       | Barbados Defence Force                   | 3                                        | Bridgetown                               | Jabarry Chandler                         | Pride of Gall Hill FC                    | 14                                       |
| 2014      | 48                                       | Barbados Defence Force                   | 4                                        | Bridgetown                               | Arantees Lawrence                        | Pinelands United SC                      | 23                                       |
| 2015      | 49                                       | Barbados Defence Force                   | 5                                        | Bridgetown                               | Sean Roughan                             | Paradise                                 | 16                                       |
| 2016      | 50                                       | University West Indies FC                | 1                                        | Cave Hill                                | Freddie Draper                           | Barbados Defence Force                   | 21                                       |
| 2017      | 51                                       | Weymouth Wales                           | 17                                       | Carrington                               | Billy Brooks                             | Weymouth Wales                           | 17                                       |
| 2018      | 52                                       | Weymouth Wales                           | 18                                       | Barbados Defence Force                   | Oisin Gallagher                          | Bridgetown                               | 16                                       |
| 2019      | 53                                       | Barbados Defence Force                   | 5                                        | Weymouth Wales                           | Oisin Gallagher                          | Bridgetown                               | 21                                       |
| 2020      | Cancelado devido a pandemia do COVID-19. | Cancelado devido a pandemia do COVID-19. | Cancelado devido a pandemia do COVID-19. | Cancelado devido a pandemia do COVID-19. | Cancelado devido a pandemia do COVID-19. | Cancelado devido a pandemia do COVID-19. | Cancelado devido a pandemia do COVID-19. |

1. ↑  O New South Wales mudou de nome para Pan-Am Wales.
2. ↑  O Pan-Am Wales mudou de nome para a Weymouth Wales.

### Títulos por equipe
| Clube                  | N° Campeonato (s) | Campeonato (s)                                                                                             |
| Weymouth Wales         | 18                | 1962, 1964, 1967, 1969, 1970, 1971, 1972, 1973, 1974, 1975, 1976, 1978, 1981, 1984, 1986, 2012, 2017, 2018 |
| Notre Dame             | 9                 | 1997, 1998, 1999, 2000, 2002, 2004, 2005, 2008, 2010                                                       |
| Barbados Defence Force | 6                 | 1995, 2007, 2013, 2014, 2015, 2019                                                                         |
| Everton                | 5                 | 1960, 1963, 1965, 1966, 1987                                                                               |
| Paradise               | 4                 | 1989, 1996, 2001, 2003                                                                                     |
| Pinelands United       | 3                 | 1982, 1985, 199                                                                                            |
| Youth Milan            | 2                 | 2006, 2011                                                                                                 |
| Brittons Hill          | 2                 | 1990, 2009                                                                                                 |
| Pride of Gall Hill     | 2                 | 1988, 1993                                                                                                 |
| Spartan                | 1                 | 1947-48 |

- ↑Note 1  - O clube agora é conhecido com Weymouth Wales. O clube foi chamado "New South Wales" nos anos de 1962–72, e em seguida "Pan-Am Wales" no anos de  1973–77.
- ↑Note 2  -Nenhuma competição realizada este ano.

## Ligações Externas
- Campeonato Barbadiano